# Hornsby Bend
Hornsby Bend è un census-designated place (CDP) degli Stati Uniti d'America della contea di Travis nello Stato del Texas. La popolazione era di 6 791 abitanti al censimento del 2010.

## Geografia fisica
Hornsby Bend è situata a 30°14′42″N 97°35′00″W (30.244961, -97.583272).
Secondo lo United States Census Bureau, il CDP ha una superficie totale di 4,42 km², dei quali 4,42 km² di territorio e 0 km² di acque interne (0% del totale).

## Società

### Evoluzione demografica
Secondo il censimento del 2010, la popolazione era di 6 791 abitanti.

### Etnie e minoranze straniere
Secondo il censimento del 2010, la composizione etnica del CDP era formata dal 48,98% di bianchi, il 27,21% di afroamericani, l'1,83% di nativi americani, lo 0,75% di asiatici, lo 0,09% di oceanici, il 18,33% di altre razze, e il 2,81% di due o più etnie. Ispanici o latinos di qualunque razza erano il 60,21% della popolazione.